# Santiago Garcia i Arnalot
Santiago Garcia i Arnalot (Barcelona, 15 d'octubre de 1943) és un antic jugador d'hoquei sobre patins català de les dècades de 1960 i 1970.

## Trajectòria
Va jugar cinc mesos al CE Laietà, per passar a continuació al CT Barcino, on jugà cinc temporades. L'any 1964 fitxà pel Reus Deportiu, on romangué gairebé 15 temporades, fins al 1978. Al club reusenc fou una autèntica institució, guanyant una gran quantitat de títols, 1 Campionat de Catalunya, 3 Lligues Nacionals, 4 Lligues de Divisió d'Honor, 4 Copes d'Espanya, 6 Copes d'Europa i 1 Petita Copa del Món de Clubs. Fou 130 cops internacional amb Espanya, entre 1966 i 1977, i guanyà un campionat d'Europa júnior, un sènior i 4 campionats del món. El 1971 fou escollit millor esportista de Tarragona i li foren atorgades les medalles d'argent i bronze al mèrit esportiu.

## Palmarès
Reus Deportiu
- 1 Campionat de Catalunya: 
  - 1967
- 3 Lligues Nacionals: 
  - 1965/66, 1966/67, 1968/69
- 4 Lligues Divisió d'Honor / Lligues espanyoles: 
  - 1969/70, 1970/71, 1971/72, 1972/73
- 4 Copes d'Espanya / Copes del Generalísimo: 
  - 1966, 1970, 1971, 1973
- 6 Copes d'Europa: 
  - 1966/67, 1967/68, 1968/69, 1969/70, 1970/71, 1971/72
- 1 Petita Copa del Món de Clubs: 
  - 1969

Espanya
- Campionat del Món: 
  - 1966, 1970, 1972, 1976
- Copa de les Nacions: 
  - 1967
- Campionat d'Europa Júnior:
  - 1962